# لايلي هانسون
لايلي هانسون (بالإنجليزية: Lyle Hanson)‏ هو سياسي أمريكي، ولد في 11 مايو 1935. حزبياً، نشط في الرابطة الديمقراطية غير الحزبية في داكوتا الشمالية ‏ والحزب الديمقراطي. وقد انتخب عضو مجلس نواب داكوتا الشمالية.